# Семья Симпсонов

Семья Симпсонов

Семья́ Си́мпсонов — вымышленная семья из американского мультсериала «Симпсоны». Основной костяк семьи Симпсонов включает в себя Гомера, Мардж, Барта, Лизу и Мэгги. Они проживают в доме номер 742 по Вечнозелёной Аллее в вымышленном городе Спрингфилде, США.

## Основные члены семьи
- Гомер Джей Симпсон, отец
- Марджери Жаклин «Мардж» Симпсон, мать
- Бартоломью Джо-Джо/Джей «Барт» Симпсон, старший сын, носит красную футболку.
- Лиза Мэри Симпсон, средняя дочь, носит оранжевое платье и красные сандалии.
- Маргарет Эвелин «Мэгги» Симпсон, младшая дочь, носит голубой комбинезон, бант того же цвета и ярко- красную соску.

## Домашние животные
Двое «главных» питомцев — Маленький Помощник Санта-Клауса, появившийся в первом сезоне в серии «Simpsons Roasting on an Open Fire», и целая серия кошек по имени Снежок.
Также в семье были несколько разных рыбок, хомяков и черепах, но ни одно из этих животных не имело имени и не было главным героем серии.
- Хомяки — в серии «Duffless» Лиза покупает хомячка. Позже в этой же серии у Барта тоже показывается коричневый хомяк. У Лизы также был коричневый хомяк в серии «Don't Fear the Roofer».
- Рыбки — у Симпсонов имеется много рыбок в разных сериях (в основном золотые рыбки), и иногда они играют какую-то роль в сюжете, например, в сериях «Rosebud», «Lisa Gets an «A»», «Little Big Mom» и «I, D’oh-Bot».
- Черепахи — в серии «Lisa on Ice» Гомер возвращает черепаху Барту. В серии «Don’t Fear the Roofer» у Барта есть мёртвая черепаха, которую, как он говорит, он только что нашёл. В серии «Treehouse of Horror XVII» Гомер говорит Барту, что нашёл его черепаху. В серии «Three Gays of the Condo» Барт находит в диване черепаху, которая не сбежала, как думали все.
- Лягушка-бык — В серии «The Crepes of Wrath» Барт показан с лягушкой-быком в бутылке. Позже он освобождает лягушку-быка в Австралии в серии «Bart vs. Australia».

Другие домашние животные, которые принадлежали Симпсонам:
- Коричка — морская свинка (питомец Мардж в детстве).
- Снуффи — хомяк.
- Пинчи — лобстер из серии «Lisa Gets an «A»».
- Лэдди — собака из серии «The Canine Mutiny».
- Принцесса — пони из серии «Lisa’s Pony».
- Дункан (Яростный Ди) — конь из серии «Saddlesore Galactica».
- Стэмпи (Топотун) — слон из серии «Bart Gets an Elephant».
- Щебетун и Барт Младший — ящерицы, поедающие птиц, из серии «Bart the Mother».
- Можо — обезьяна-помощник Гомера, которая появляется в серии «Girly Edition».
- 25 щенков Маленького Помощника Санта-Клауса.
- Она Быстрейшая — собака, мать 25 щенков.
- Неизвестно количество щенков Маленького Помощника Санта-Клауса и пуделя Доктора Хибберта.
- Барт Младший — лягушка Барта, появилась, когда школа Барта и Лизы разделилась на мальчишечью и девичью.
- Лу — бык Барта (сезон 19 серия 17)
- Снежок 3, Саксофон
- Душитель — удав, которого Барт купил взамен Помощника Санты, когда пёс служил в полиции, позже принадлежит садовнику Вилли.

## Остальные члены семьи

### Родители Гомера
- Абрахам Симпсон, отец Гомера
- Мона Симпсон, мать Гомера, умерла от сердечного приступа

### Эбби Симпсон

Гомер с Эбби

Э́бби Си́мпсон (58 лет) — единокровная сестра-англичанка Гомера из эпизода «The Regina Monologues». Она выглядит так же, как и Гомер, и является наполовину британкой. Она была рождена через год после романа Эйба и её матери, не принадлежит к семье и никогда не звалась Симпсон.

### Герберт Пауэлл
Ге́рберт Па́уэлл — единокровный брат Гомера. Впервые появился в эпизоде «Oh Brother, Where Art Thou?», который был показан 21 февраля 1991 года. У него много физических сходств с Гомером, но он менее толстый, имеет прекрасную шевелюру и более интеллигентный. Герб — результат короткого романа Абрахама Симпсона, отца Гомера, и проститутки с карнавала. Вскоре Герберт был подкинут в приют. Абрахам и Мона утаили его существование от Гомера. Во время учёбы в колледже он подрабатывал на разных работах. Со временем Герб нашёл своё призвание и стал бизнесменом. Он основал компанию «Powell Motors» (пародия на General Motors), занимающуюся автопроизводством и находящуюся в Детройте. Его тяжёлое детство и незнание своих корней всегда беспокоили его, и даже его миллионы не могли заполнить пустоту в его душе. Позже, когда Гомер узнал, что у него есть брат, он разыскал Герба. Герберт был вне себя от радости, когда узнал, что у него есть родственники, и привязался к своим племянницам и племяннику. Разочаровавшись в направлении, в котором движется его компания, и решив, что его единокровный брат, рабочий, лучше разбирается в том, что нужно для среднего американца, Герб просит Гомера придумать новую машину для его компании. Гомер создаёт автомобиль «The Homer» — шестиколёсный монстр салатового цвета с бесполезными функциями: решётка радиатора от Роллс-Ройса, несколько куполов в виде пузырей, три вида гудков (каждый из которых играет «Кукарачу») и т. п. Из-за этой ошибки Герб потерял всё своё состояние, ему пришлось продать свою компанию японской фирме «Кумацу Моторс», и поэтому он сильно разозлился на Гомера. Все последующие годы Герб провёл в нищете, живя как бродяга. Он снова появился в серии «Brother, Can You Spare Two Dimes?», которая впервые была показана 27 августа 1992 года. Придумав новое изобретение, которое могло бы помочь ему снова разбогатеть, он немедленно поселился у Симпсонов (несмотря на свою сильную антипатию к Гомеру). Герб занял сумму денег у Гомера, которую тот только что выиграл в «Первой ежегодной премии Монтгомери Бёрнса за выдающиеся заслуги в области совершенства» (которая была создана для того, чтобы обмануть Гомера) и начал разрабатывать устройство, которое могло бы распознавать речь малышей и переводить на понятный английский. Герб построил своё изобретение на основе исследований, которые он проводил над Мэгги Симпсон, и оно доказало себя как вполне работоспособное. Он запустил свой продукт в массовое производство и вскоре вернул себе своё состояние (при этом крича: «Я опять богат! США! США!»). Герб покинул Симпсонов после того, как примирился с Гомером и сделал подарки каждому Симпсону. Герб, очевидно, не затронут так называемым «Геном Симпсонов», который понижает умственные способности Симпсонов-мужчин. У «Дяди Герба» есть и третье появление, когда он был упомянут Гомером в серии «The Heartbroke Kid», и на стене дома был показан его портрет.
Упоминается в серии The Changing of the Guardian, когда Гомер звонит ему по телефону, запись на автоответчике сообщает, что Герберт снова разорился.

### Эмбер Пай Гоу Симпсон
Э́мбер Па́й Го́у Си́мпсон — лас-вегасская жена Гомера из серии «Viva Ned Flanders». Гомер и Нед Фландерс поехали в Лас-Вегас на выходные, напились и спьяну женились на двух женщинах. Жену Неда зовут Джинжер. В серии «Jazzy and the Pussycats» выясняется, что Эмбер умерла от передозировки наркотиков.

### Фрэнк
Фрэнк/Фрэ́нсис/Матушка Шабубу́ — кузен Гомера. В серии «Lisa’s First Word», во время обсуждения возможности переезда из их маленького дома в больший из-за рождения Лизы, Гомер говорит, что Лиза может жить в комнате Барта, а Барт будет спать в их комнате, пока ему не исполнится 21. Мардж спросила: «А это его не будет смущать?», на что Гомер ответил «Мой кузен Фрэнк делал так, и он в порядке». Потом он проговорился, что Фрэнк стал Фрэнсис в 1976 году. И под конец добавил, что Фрэнсис присоединилась к какому-то культу, и теперь он/она думает, что его/её имя Матушка Шабубу.

### Доктор Симпсон
Доктор Си́мпсон — глава хирургического отделения Спрингфилдской больницы, врач-кардиолог, впервые появилась в эпизоде «Lisa the Simpson». В этой серии Гомер очень расстроен тем, что не может найти ни одного умного Симпсона, добившегося успеха, чтобы доказать Лизе, что не существует «гена Симпсонов», ответственного за тупость и бестолковость членов рода. В своей последней попытке он находит доктора Симпсон, которая объясняет, что «ген Симпсонов» передаётся только по мужской линии. Также она мимолётом появилась в эпизоде «Catch 'Em If You Can».

### Дядя Хуберт
Дядя Ху́берт, ныне покойный. Появлялся в 9 эпизоде короткометражных Симпсонов, посвящённом его похоронам, который был показан 4 октября 1987 года в «Шоу Трейси Ульман».

### Дядя Тайрон
Дядя Та́йрон — пожилой циник (93 года), который живёт в Дейтоне, штат Огайо. Судя по его внешнему виду и возрасту, он, скорее всего, родственник Эйба. Семья приехала к нему во время его дня рождения, но с тех пор он не появился больше ни в одном из эпизодов, когда Симпсоны запели «Happy Birthday», он произнёс: «Когда я умру?».

### Сайрус Симпсон
Са́йрус Си́мпсон — старший брат Абрахама. Сайрус разбил свой истребитель на Таити во время Второй мировой Войны из-за налёта камикадзе. У него 15 жён.

### Билл Симпсон
Билл Си́мпсон — брат Эйба, возможно, коммунист, упомянут в эпизоде «Million Dollar Abie».
Гомера, когда работал кулинарным критиком в Спрингфилдском Покупателе, взял псевдоним 
«Билл Симпсон», возможно, потому, что на его пишущей машинке буква «E» не работала.

## Другие родственники

Мужчины Симпсоны описываются в одной из серий сериала как сплошные неудачники.

Генеалогическое древо Симпсонов (англ.)

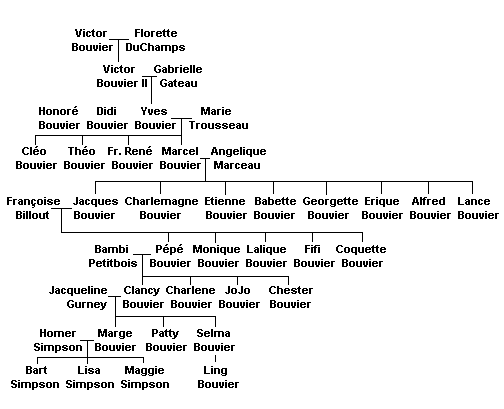
Генеалогическое древо Бувье (англ.)

- Двоюродный дедушка Чет — владелец разорившейся креветочной компании.
- Двоюродный кузен Стэ́нли — зарабатывает себе на жизнь, отстреливая птиц в аэропорту.
- Группа родственников, упомянутая в эпизоде «Lisa the Simpson», в котором Гомер пытался доказать Лизе, что не все Симпсоны — неудачники.
- В эпизоде «Bonfire of the Manatees» Гомер оставляет Лизу, Барта и Мэгги, когда отправляется на поиски Мардж, на попечение неназванных родственников, которые проживают в деревне, в уютном собственном доме, но они не имеют физического сходства ни с семьёй Симпсонов, ни с Бувье. Похоже, что они связаны узами родства с Симпсонами, потому что их пёс — брат Маленького Помощника Санты.
- Генеалогическое древо Симпсонов, опубликованное в книге Мэтта Грейнинга «The Simpsons Uncensored Family Album», содержит множество родственников, не упомянутых в сериале.

## Родственники Мардж Симпсон
- Жакли́н «Дже́ки» Бувье́ — восьмидесятилетняя мать Мардж Симпсон, Пэтти Бувье и Сельмы Бувье, вдова Клэнси Бувье. У неё также была сестра Глэдис Бувье. Как и её дочери-близняшки, она очень много курит и является пессимисткой, необщительной и вечно всех критикующей. Жаклин появляется в мультсериале не очень часто, но похоже, что она не одобряет образ жизни Мардж и особенно её брак с Гомером Симпсоном (так же, как Пэтти и Сельма, которые ненавидят своего зятя).
- Клэнси Бувье (1920—1978) — отец Мардж, также недолюбливал Гомера, в 1978 году, в возрасте 58 лет, умер от рака горла.

Бёрнс отбивает Жаклин у Абрахама

У Жаклин был недолгий роман с Абрахамом Симпсоном, отцом Гомера, в серии «Lady Bouvier’s Lover» (в этой серии Жаклин играет очень важную роль и почти все события серии разворачиваются вокруг неё). Однако она порвала с ним, когда за ней начал ухаживать владелец Спрингфилдской атомной электростанции — миллиардер Монтгомери Бёрнс, за которого она чуть не вышла замуж, перед тем как вмешательство Абрахама не убедило её, что ей лучше быть одной. Её любимая песня — «Moonlight Serenade» Гленна Миллера. Однажды была обманута службой по заказу товаров по телефону (она говорит, что была счастлива хоть с кем-то поговорить по телефону). В юности была арестована из-за неприличного вида на пляже — на ней был купальный костюм, из-под которого видны её лодыжки (судя по фотодоказательствам, такое могло быть в начале двадцатого века). А также появился в «Домике ужасов на дереве 3».
- Дядя Лу — полное имя: Жак Луи́ Бувье́, в одном из эпизодов Мардж приходит на опознание его тела в морг, но это оказался не он.
- Тётя Горте́нзия (полное имя Горте́нзия Гёрни), двоюродная бабушка Мардж. Появлялась лишь в одной серии «Bart the Fink», в которой и умерла. Симпсоны надеялись унаследовать её имущество, однако вместо этого каждый получает по 100 долларов (кроме Мэгги). Остальное, согласно завещанию, получила Анне Ландерс.

## Неканонические родственники

### Хьюго
Хью́го — сиамский брат-близнец Барта в серии «Treehouse of Horror VII». Его держали на чердаке, прикованного к стене цепью, и кормили рыбьими головами раз в неделю. Только спустя десять лет наконец, выяснилось, что произошла ошибка, и воплощением зла является Барт, а не Хьюго. Барта посадили на чердак, а Хьюго освободили из заключения.

### Мэгги Младшая
Мэ́гги Младшая — дочь Мэгги из будущего, появляется в эпизоде «Bart to the Future». Имеет внешность и носит одежду точь в точь, как у Мэгги. Возраст в 2000 году 1 год.

### Зиа
Зи́а — дочь Лизы и Милхауса. Появляется только в одной серии — Holidays of Future Passed.

### Кирк и Пикард
Кирк и Пикард — сыновья Барта и Дженды. Появились в сериях Holidays of Future Passed и Days of Future Future.